# Ciolănești (okręg Vrancea)
Ciolănești – wieś w Rumunii, w okręgu Vrancea, w gminie Fitionești. W 2011 roku liczyła 133
mieszkańców